# Битва при Монтеррее
Битва при Монтеррее (21—24 сентября 1846 года) — сражение во время Северомексиканской кампании Американо-мексиканской войны, в ходе которого американская армия генерала Закари Тейлора штурмом взяла укрепления города Монтеррей и вынудила к капитуляции мексиканскую армию под командованием генерала Педро де Ампудья.

## Предыстория
18 мая, после сражения при Ресака-де-ла-Пальма, генерал Тейлор перешёл реку Рио-Гранде. В начале июня Мариано Ариста передал остатки своей армии, около 2638 человек, генералу Франсиско Мехия, которых отвел их к Монтеррею. 8 июня военный секретарь США Уильям Марси приказал Тейлору продолжать боевые действия в Северной Мексике и предложил взять Монтеррей, полагая, что это вынудит Мексику просить мира. 8 августа Тейлор разместил свой штаб в Камарго, а 9 августа в Серралво. В его распоряжении было 6 640 человек. 11 сентября Тейлор начал марш на Монтеррей, и 15 сентября прибыл в Марин.
В начале июня генерал Томас Рекена разместил в Монтеррей гарнизон численностью 1 800 человек. Вместе с остатками армии Ариста и подкреплениями из Мехико мексиканские силы у города насчитывали 7 303 человека. Генерал Педро де Ампудья получил приказ от Санта-Анны отступить от Монтеррея Салтилло и создать там оборонительную линию, но Ампудья отказался, надеясь остановить Тейлора у Монтеррей.
Армия генерала Ампудья насчитывала 3 140 человек: 1080 человек бригады генерала Хосе Гарсия-Конде (Батальоны Aguascalientes и Querétaro, два эскадрона 3-го линейного кавалерийского полка и 3 орудия калибра 3 - 8 фунтов), 1000 человек бригады полковника Флоренсио Аспейтия (3-й линейный кавполк, 2 эскадрона улан, 2 эскадрона кавалерии Guanajuato, 6 орудий калибра 8 - 12 фунтов и санитарный обоз, 1060 человек бригады генерала Рамиреса (3-й и 4-й пехотные полки, три пушки и 3 гаубицы) и артиллерийская батарея, известная как "Батальон Святого Патрика".